# Alimah III av Anjouan
Alimah III av Anjouan, död 1711, var regerande sultaninna i sultanatet Anjouan på Nzwani i Comorerna från 1676 till 1711. 
Hon är den första bekräftade härskaren på Anjouan. Tre kvinnor med samma namn regerade före henne, men hon är den första som är närmare känd.  